# Mychajło Wozniak
Mychajło Stepanowycz Wozniak, ukr. Михайло Степанович Возняк (ur. 3 października 1881 w Wólce Mazowieckiej, zm. 20 listopada 1954 we Lwowie) – ukraiński historyk literatury, profesor Uniwersytetu Lwowskiego. Od 1929 roku był członkiem Akademii Nauk Ukrainy. W kręgu jego zainteresowań znajdowała się głównie literatura ukraińska XVI–XVIII wieku, której poświęcił wiele rozpraw krytyczno- i historycznoliterackich. Autor Historii literatury ukraińskiej (tom 1–3, 1920–1924) oraz prac o pisarzach ukraińskich, m.in. Iwanie Kotlarewskim, Tarasie Szewczence, Marce Wowczok, Iwanie Franko.